# ᴨ
Cette page contient des caractères spéciaux ou non latins. S’ils s’affichent mal (▯, ?, etc.), consultez la page d’aide Unicode.
Ne doit pas être confondu avec la lettre grecque pi ‹ Π π › ou la lettre copte pi ‹ Ⲡ ⲡ ›.
ᴨ, appelé petite capitale pi, est une lettre additionnelle de l’écriture latine qui est utilisée dans l’alphabet phonétique ouralien.

## Utilisation
Dans l’alphabet phonétique ouralien utilisé par Sovijärvi et Peltola, ‹ ᴨ › représente un clic bilabial dévoisé, notée [ʘ] avec l’alphabet phonétique international, par opposition au ‹ π › représentant un clic bilabial voisé.

## Représentations informatiques
La petite capitale pi peut être représentée avec les caractères Unicode (Extensions phonétiques) suivants :
| formes    | représentations | chaînes de caractères | points de code | descriptions                      |
| --------- | --------------- | --------------------- | -------------- | --------------------------------- |
| minuscule | ᴨ               | ᴨ                     | U+1D28         | lettre grecque petite capitale pi |